# Pleurocrypta meridionalis
Pleurocrypta meridionalis är en kräftdjursart som beskrevs av Lemos de Castro och Brasil Lima 1975. Pleurocrypta meridionalis ingår i släktet Pleurocrypta och familjen Bopyridae. Inga underarter finns listade i Catalogue of Life.